# アームストロング砲

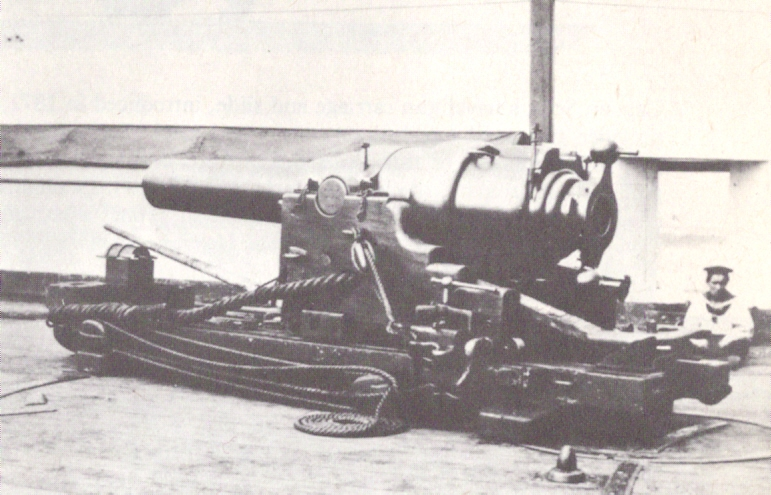
110ポンド（7インチ）アームストロング砲

アームストロング砲（アームストロングほう、英語: Armstrong gun）は、イギリスのウィリアム・アームストロングが1854年に発明した大砲。初めて大規模に実用化された後装式のライフル砲である。

## 沿革

### 開発に至る経緯
アームストロングは水力関連機器の製造業者として成功していたが、クリミア戦争中、インカーマンの戦いにおいてイギリス軍が重砲を射撃位置に進入させるのに難渋していたという報道を読んで、軽量かつ高性能な火砲の開発を決意した。この時期、ヨーロッパでは前装式から後装式へ、また滑腔砲からライフル砲への移行が試みられており、アームストロングの設計はその最初期の試みの一つであった。
従来の砲身は鋳造製であったのに対し（鋳造砲）、アームストロングは砲腔にあたる中子のまわりに砲身を少しずつ組み立てていくという製造法を採用した。これは、鋼鉄で作った中子を砲身の内側表面として、その外側から可鍛鉄の帯を巻きけたり、短い円筒を前後に並べたりするというものであった。この工法による砲身では、外側の帯は内側の層をきつく締め付けることになり、均質な鋳造砲身よりも軽量でありながら強靭となったほか、注文に応じて砲の大きさを比較的自由に変更できるというメリットもあった。一方、閉鎖機としては鎖栓式と螺栓式の混合型にあたる与圧式が用いられた。これは鎖栓式の閉鎖機の後方にネジ込み式の螺栓式閉鎖機を併設したものだが、螺栓式閉鎖機は内径が薬室とほぼ同じ太さのパイプ状のネジになっている。このネジを緩めて鎖栓を抜きとり、ネジのパイプ内を通して砲弾と装薬を装填し鎖栓を装着、ネジを締めて鎖栓を密着させて射撃準備が完了する構造になっていた。
薬嚢の前部には、ブリキのプレートで獣脂と亜麻仁油を挟み込んだ潤滑器が装着されていた。プレートの後ろには蜜蝋でコーティングしたフェルト束と厚紙があった。砲弾が発射されると潤滑器もその後を追うが、この際にプレートの隙間から潤滑油が搾り出され、フェルト束が砲弾から剥がれて内腔にこびりついた鉛を拭きとり、次弾の発射前に内腔が掃除されることになる。
アームストロング砲は1855年にイギリス海軍で部分的に導入されたのち、1857年に勃発したインド大反乱の影響もあってイギリス軍への採用が決定され、1859年にはアームストロングは「ライフル砲専任技師」という官職に任命されるとともに爵位を受けた。この公務員としての立場で、アームストロングはエルスウィック社（Elswick Ordnance Company）という会社を新設し、イギリス政府との専属契約のもとでアームストロング砲を納入した。

### 初期の実戦投入
艦砲モデルは、1863年の薩英戦争において実戦投入された。この際、アームストロング砲の発射速度の速さとともに、着発信管を装着した榴弾の破壊力が高く評価されたが、この砲弾も後装式ライフル砲という方式を採用したことで使用できるようになったものであった。一方で与圧式の閉鎖機には強度面の問題があり、しばしば火門鉄を破損したほか、特に旋回砲として用いられていた110ポンド砲では砲架の強度不足も露呈した。
このような構造上の問題のほか、特に大口径砲では操砲困難となる問題があり、この時点では装甲貫徹力や照準精度も前装式より劣っていた。当時、装甲艦の登場に伴って対艦兵器の貫徹力が重視されるようになり、砲の大口径化・大重量化が進んでいたことから、これは重大な問題であった。このためイギリス海軍では一時的にアームストロング砲が艦から降ろされることになり、前装砲との折衷案にあたる前装式ライフル砲が開発されて、1864年にはこれが艦砲として採用されることになった。薩英戦争の直前にあたる1863年2月、アームストロングは官職を辞し、それとともにエルスウィック社の専属契約も解除されたため、イギリス国外への輸出の道が開かれた。この時期、アームストロングのライバルでもあったジョセフ・ホイットワースも後装砲の設計を行っており、両者の砲は南北戦争において広く用いられた。

### 改良型の開発
野に下ったアームストロングは閉鎖機の改良を進め、螺栓式をもとにした隔螺式の採用を着想した。本方式そのものの発明はフランスのボーリューによるといわれるが、アームストロングが実用化を進めたことで洗練されていった。
1879年には、イギリス海軍も再び後装砲の装備へと転換した。これは上記のような閉鎖機の設計改良によって後装砲の実用性が向上したことに加えて、貫徹力向上の要求および装薬（発射薬）の進歩によって長砲身化が進み、前装砲への装填作業などが非実用的になったことによる決定であった。以後、アームストロング社はプロイセンのクルップ社とともに、世界中に後装式ライフル砲を輸出していくことになった。

## 種類
| 種類            | 口径                |
| --------------- | ------------------- |
| 6ポンド軽野砲   | 2.5 インチ (64 mm)  |
| 9ポンド騎兵砲   | 3 インチ (76 mm)    |
| 12ポンド野砲    | 3 インチ (76 mm)    |
| 20ポンド野砲    | 3.75 インチ (95 mm) |
| 40ポンド攻城砲  | 3.75 インチ (95 mm) |
| 110ポンド海軍砲 | 7 インチ (180 mm)   |
| 100トン砲       | 17.76インチ (450mm) |

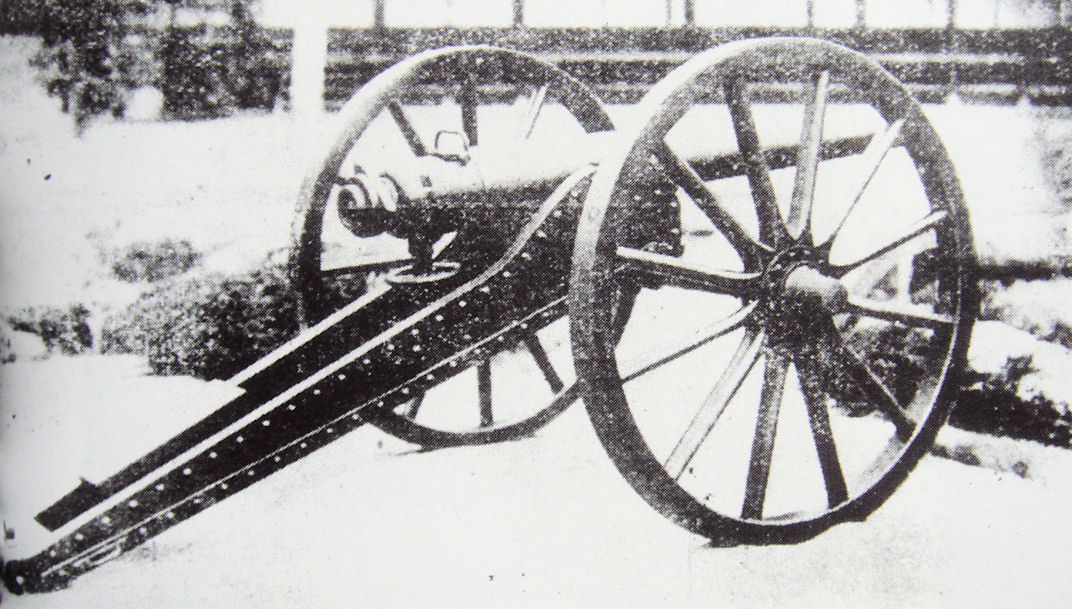
上野戦争で使用されたと言われるアームストロング砲
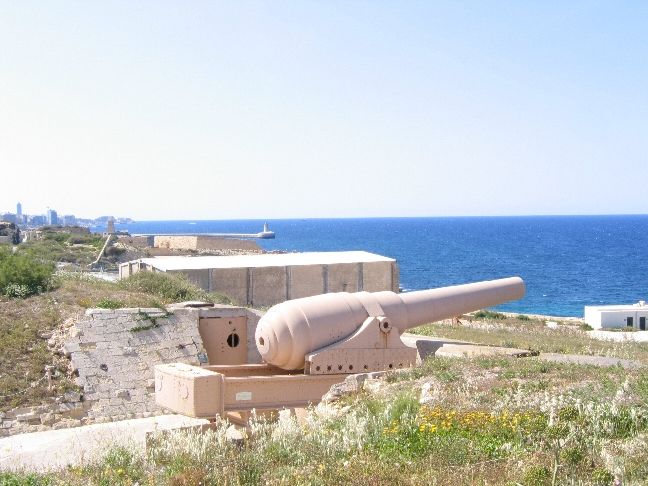
リネッラ要塞のアームストロング砲
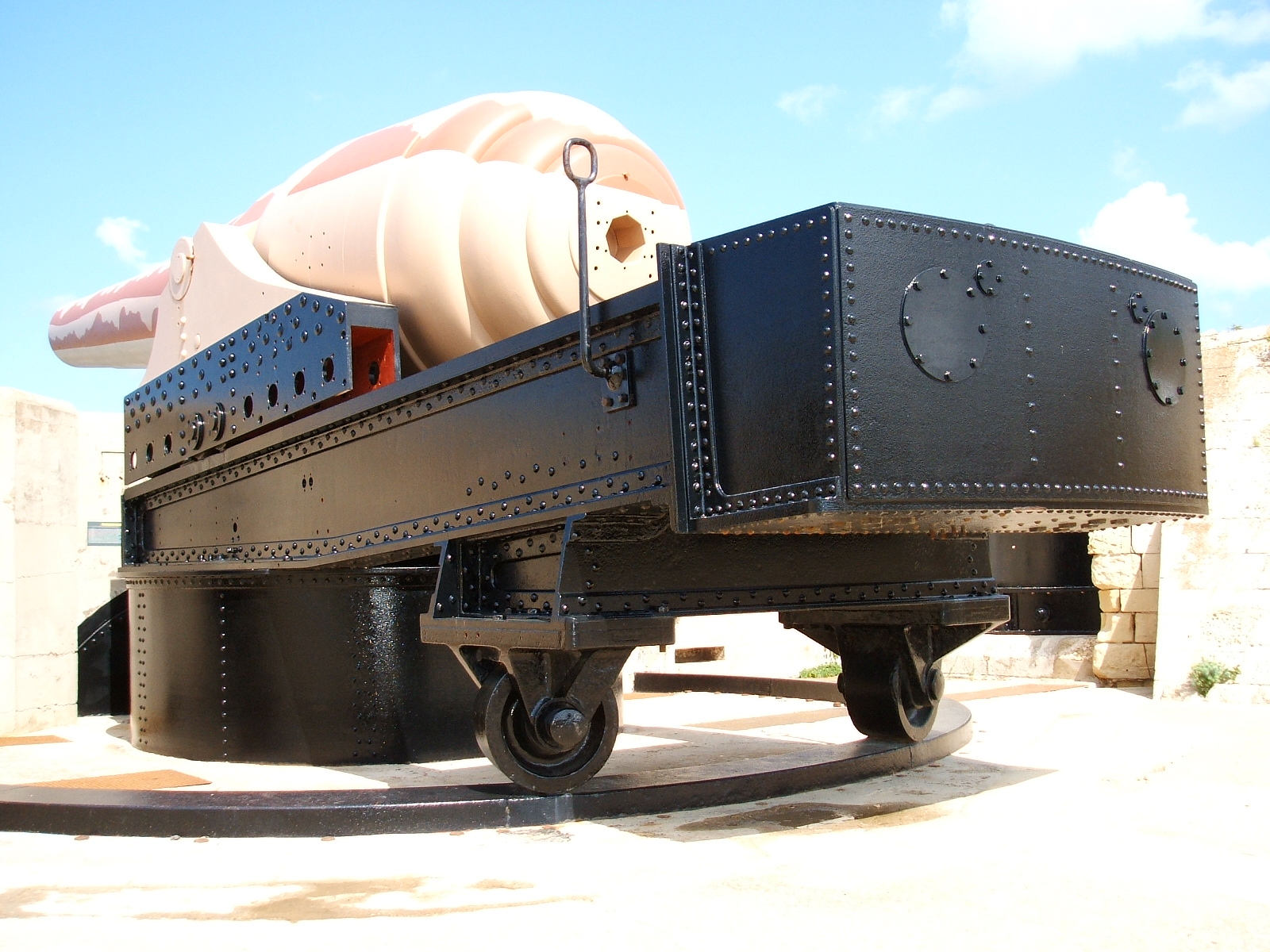
マルタ島のアームストロング砲